# Ariel Pietrasik
Ariel Piotr Pietrasik (Łódź, 21 de octubre de 1999) es un jugador de balonmano polaco que juega de lateral izquierdo en el Kadetten Schaffhausen. Es internacional con la selección de balonmano de Polonia.
Su primer gran campeonato con la selección fue el Campeonato Europeo de Balonmano Masculino de 2022.

## Palmarés

### Kadetten Schaffhausen
- Liga de Suiza de balonmano (1): 2024
- Copa de Suiza de balonmano (1): 2024

## Clubes
| Club                     | País       | Año       |
| ------------------------ | ---------- | --------- |
| HC Berchem               | Luxemburgo | 2016-2021 |
| TSV St. Otmar St. Gallen | Suiza      | 2021-2023 |
| Kadetten Schaffhausen    | Suiza      | 2023-Act. |